# Dugino pleme (2008.)
Dugino pleme (eng. The Rainbow Tribe) je češko-američka obiteljska cjelovečernja komedija iz 2008. godine. 

## Radnja
Dobrodušni Morgan Roberts (D. J. Elliott) doznavši da boluje od raka poslije nekoliko desetljeća vraća se u ljetni kamp "Apache"  u kojem je nekad često provodio praznike. Nadajući se da će ga ponovni boravak u sredini uz koju ga vežu mnoge lijepe uspomene izvući iz depresije i tjeskobnih razmišljanja o bolesti, Morgan planira ljeto provesti kao savjetnik i odgajatelj nove generacije klinaca. U tome će mu pomoći i njegov prijatelj Sunny (E. Quinn), s kojim je u kampu proveo mnoge nezaboravne dane. No planove bi mu ozbiljno mogla poremetiti činjenica da je na skrb dobio skupinu neprilagođenih šestero 10-godišnjaka, buntovne i neodgovorne djece kojoj su puno zabavnija gađanja hranom i međusobne tučnjave, nego plovidbe kanuima i druženja oko logorskih vatri... 

## Snimanje filma
Film je sniman na četiri lokacije u Kaliforniji.

## Produkcija
Film je prvi put prikazan na Kansas International Film Festivalu 20. rujna 2008. godine.
U američka kina došao je 1. veljače 2011., a od europskih zemalja film je stigao prvo u portugalske kinodvorane 28. siječnja 2012.